# Babinec
Babinec este o comună slovacă, aflată în districtul Rimavská Sobota din regiunea Banská Bystrica. Localitatea se află la altitudinea de 423 m deasupra n.m., se întinde pe o suprafață de 4,91 km2 și în 2017 număra 62 de locuitori.

## Istoric
Localitatea Babinec este atestată documentar din 1407.

## Demografie
| An:                | 1994 | 2004    | 2014   | 2024   |
| ------------------ | ---- | ------- | ------ | ------ |
| Număr de persoane: | 104  | 74      | 71     | 66     |
| Diferență:         |      | −28,84% | −4,05% | −7,04% |

| An:                | 2023 | 2024   |
| ------------------ | ---- | ------ |
| Număr de persoane: | 64   | 66     |
| Diferență:         |      | +3,12% |